# Красуцький Ярослав Броніславович
Яросла́в Бронісла́вович Красу́цький — підполковник Збройних сил України, учасник російсько-української війни.
Начальник хірургічного відділення військової частини А2339 (Хмельницький військовий госпіталь). В мирний час проживає у місті Хмельницький.

## Нагороди
За особисту мужність, сумлінне та бездоганне служіння Українському народові, зразкове виконання військового обов'язку відзначений — нагороджений
- орденом «За мужність» III ступеня (3.11.2015).